# Garcinia dhanikhariensis
Garcinia dhanikhariensis är en tvåhjärtbladig växtart som beskrevs av S.K. Srivastava. Garcinia dhanikhariensis ingår i släktet Garcinia och familjen Clusiaceae. Inga underarter finns listade i Catalogue of Life.